# Chur S-Bahn
A Chur S-Bahn (németül: S-Bahn Chur) kifejezés két S-Bahn típusú regionális vasúti járatot jelöl, amelyek a svájci Graubünden kanton fővárosára, Churra összpontosítanak. Mindkét S-Bahn járat méteres nyomtávú vonalakon közlekedik, és a Rhätische Bahn üzemelteti őket, amely a Chur és Arosa közötti vonalat is hasonló módon üzemelteti.

## Története
A 2005-ös menetrendváltáskor a Landquart-Thusis vasútvonal Chur - Landquart és Thusis - Chur regionális vonalait S-Bahn vonallá alakították át. Eredetileg S8-as, illetve S9-es jelzéssel voltak ellátva. Az előbbi vonalat mindkét végén, Rhäzüns és Schiers felé is meghosszabbították. A két vonalat 2009 óta S1 és S2 jelzéssel jelölik.

## Vonalak
Jelenleg a következő vonalak vannak üzemben::
- S 1 Rhäzüns – Reichenau-Tamins – Chur West – Chur – Landquart – Schiers
- S 2 Thusis – Rhäzüns – Reichenau-Tamins – Chur
- R Chur–Arosa

Az S-Bahn vonalak járatai óránként közlekednek. Ahol átfedésben vannak, Rhäzüns és Chur között, a járatok 20 percenként vagy 40 percenként követik egymást.

## Jövő
A Churi S-Bahn-hálózatba a Ziegelbrücke-Sargans-Landquart-Chur regionális vonalat, amelyet a svájci államvasút, az SBB-CFF-FFS üzemeltet, javasolják beilleszteni, és a járatok számát harminc percenként egy vonatra növelni. Ezenfelül ezt a vonalat az SBB-CFF-FFS/RhB kettős nyomtávú, fonódott pályán keresztül Ems Werkig tervezik meghosszabbítani.

## Lásd még
- Bernina Express
- Glacier Express